# Gran Premio di Spagna 1997
Il Gran Premio di Spagna 1997 si è svolto sul Circuito di Catalogna il 25 maggio 1997.

## Vigilia
Due notizie agitano il paddock: la prima è che la Williams si sarebbe accordata con la BMW, che tornerebbe in Formula 1 nella stagione 2000; la seconda è che Ken Tyrrell sembra sul punto di cedere le quote di maggioranza del team a Jakobi e Craig Pollock i quali disporrebbero di un notevole budget fornito dalla British American Tobacco. Per il Gran premio di Spagna cambiamento in casa Sauber: Gianni Morbidelli subentra a Nicola Larini, molto deludente nella prima parte di stagione.
Contemporaneamente si vocifera anche della sostituzione di Nakano con Luca Badoer, alla Prost GP.
Quinta pole stagionale (su sei) per Jacques Villeneuve che precede il compagno di squadra Frenzten. In seconda fila Coulthard e Alesi che precedono i compagni di squadra Häkkinen e Berger mentre Schumacher si deve accontentare della 7ª piazza. La prima partenza della corsa viene annullata perché si spegne il motore di Ralf Schumacher che dovrà ricominciare la gara in fondo schieramento.

## Qualifiche

### Risultati
| Pos | No | Piloti                | Costruttore       | Pneumatici | Tempo    | Distacco |
| --- | -- | --------------------- | ----------------- | ---------- | -------- | -------- |
| 1   | 3  | Jacques Villeneuve    | Williams-Renault  | G          | 1'16"525 |          |
| 2   | 4  | Heinz-Harald Frentzen | Williams-Renault  | G          | 1'16"791 | +0"266   |
| 3   | 10 | David Coulthard       | McLaren-Mercedes  | G          | 1'17"521 | +0"996   |
| 4   | 7  | Jean Alesi            | Benetton-Renault  | G          | 1'17"717 | +1"192   |
| 5   | 9  | Mika Häkkinen         | McLaren-Mercedes  | G          | 1'17"737 | +1"212   |
| 6   | 8  | Gerhard Berger        | Benetton-Renault  | G          | 1'18"041 | +1"516   |
| 7   | 5  | Michael Schumacher    | Ferrari           | G          | 1'18"313 | +1"788   |
| 8   | 12 | Giancarlo Fisichella  | Jordan-Peugeot    | G          | 1'18"385 | +1"860   |
| 9   | 11 | Ralf Schumacher       | Jordan-Peugeot    | G          | 1'18"423 | +1"898   |
| 10  | 16 | Johnny Herbert        | Sauber-Petronas   | G          | 1'18"494 | +1"969   |
| 11  | 6  | Eddie Irvine          | Ferrari           | G          | 1'18"873 | +2"348   |
| 12  | 14 | Olivier Panis         | Prost-Mugen-Honda | B          | 1'19"157 | +2"632   |
| 13  | 17 | Gianni Morbidelli     | Sauber-Petronas   | G          | 1'19"323 | +2"798   |
| 14  | 19 | Mika Salo             | Tyrrell-Ford      | G          | 1'20"079 | +3"554   |
| 15  | 1  | Damon Hill            | Arrows-Yamaha     | B          | 1'20"089 | +3"564   |
| 16  | 15 | Shinji Nakano         | Prost-Mugen-Honda | B          | 1'20"103 | +3"578   |
| 17  | 22 | Rubens Barrichello    | Stewart-Ford      | B          | 1'20"255 | +3"730   |
| 18  | 21 | Jarno Trulli          | Minardi-Hart      | B          | 1'20"452 | +3"927   |
| 19  | 18 | Jos Verstappen        | Tyrrell-Ford      | G          | 1'20"582 | +4"057   |
| 20  | 20 | Ukyo Katayama         | Minardi-Hart      | B          | 1'20"672 | +4"147   |
| 21  | 2  | Pedro Diniz           | Arrows-Yamaha     | B          | 1'21"029 | +4"504   |
| 22  | 23 | Jan Magnussen         | Stewart-Ford      | B          | 1'21"060 | +4"535   |

## Gara

### Resoconto
Al via scatta benissimo Villeneuve mentre Frentzen fa pattinare troppo le gomme e viene risucchiato in centro gruppo. Ottima la partenza di Schumacher che da 7° alla prima curva è già 3° e nel corso del primo giro passa anche Coulthard: davanti ai box transita allora primo Villeneuve poi Schumacher, Coulthard, Alesi, Häkkinen, Frentzen e Herbert. A causa dello sforzo profuso però Schumacher comincia subito ad aver problemi di usura delle gomme e fa da tappo ai suoi inseguitori: ne approfitta il canadese che allunga e all'11º giro si ritrova già con 14" di vantaggio.
Nello stesso giro Hill passa Salo e Katayama, con quest'ultimo costretto al ritiro per problemi alla centralina idraulica. Al 14º giro, dopo vari tentativi, Coulthard riesce a sopravanzare Schumacher; subito dopo i due si fermano ai box per il primo Pit-stop. A rimorchio rientra anche Häkkinen proprio quando Hill saluta la compagnia con l'ennesimo motore Yamaha esploso. Continua la girandola dei rifornimenti: l'ultimo sarà Panis.
Quando tutti hanno ultimato la loro sosta Villeneuve conduce davanti a Coulthard, Alesi, Schumacher, Herbert e Panis. La gara prosegue stancamente in attesa del secondo pit, che sarà fatale a Nakano piantato in asso dal cambio. Si ritirano anche Salo a cui esplode una gomma in pieno rettilineo e Barrichello per problemi al motore. Prima del secondo pit Panis riesce con facilità a passare Coulthard.
Al termine della seconda girandola di soste ai box Villeneuve è sempre in testa davanti a Panis, Alesi, Michael Schumacher, Herbert, Coulthard e Fisichella. Al 51º giro si ritira anche Ralf Schumacher per rottura del motore.  Panis che sta recuperando su Villeneuve si ritrova a doppiare Irvine il quale lo rallenta in modo evidente consentendo ad Alesi e Schumacher di avvicinarsi: la condotta dell'irlandese porta la direzione di corsa a comminargli uno "stop and go" di 10".
Liberatosi del ferrarista Panis ricomincia a recuperare su Villeneuve fino ad avere solo 5"8 di distacco ma ormai è troppo tardi: Villeneuve vince davanti a Panis, Alesi, Schumacher, uno splendido Herbert e Coulthard.
Terzo successo stagionale per il canadese che riprende la testa della classifica con 30 punti, registrando un più 3 su Schumacher. Il Gran premio di Spagna è anche la 350ª vittoria per le gomme Goodyear.

### Risultati
| Pos | N. | Pilota                | Costruttore       | Pneumatici | Giri | Tempo/Ritiro | Pos. in Griglia | Punti |
| --- | -- | --------------------- | ----------------- | ---------- | ---- | ------------ | --------------- | ----- |
| 1   | 3  | Jacques Villeneuve    | Williams-Renault  | G          | 64   | 1h30'35"896  | 1               | 10    |
| 2   | 14 | Olivier Panis         | Prost-Mugen-Honda | B          | 64   | +5"804       | 12              | 6     |
| 3   | 7  | Jean Alesi            | Benetton-Renault  | G          | 64   | +12"534      | 4               | 4     |
| 4   | 5  | Michael Schumacher    | Ferrari           | G          | 64   | +17"979      | 7               | 3     |
| 5   | 16 | Johnny Herbert        | Sauber-Petronas   | G          | 64   | +27"986      | 10              | 2     |
| 6   | 10 | David Coulthard       | McLaren-Mercedes  | G          | 64   | +29"744      | 3               | 1     |
| 7   | 9  | Mika Häkkinen         | McLaren-Mercedes  | G          | 64   | +48"785      | 5               |       |
| 8   | 4  | Heinz-Harald Frentzen | Williams-Renault  | G          | 64   | +1'04"139    | 2               |       |
| 9   | 12 | Giancarlo Fisichella  | Jordan-Peugeot    | G          | 64   | +1'04"767    | 8               |       |
| 10  | 8  | Gerhard Berger        | Benetton-Renault  | G          | 64   | +1'05"670    | 6               |       |
| 11  | 18 | Jos Verstappen        | Tyrrell-Ford      | G          | 63   | +1 giro      | 19              |       |
| 12  | 6  | Eddie Irvine          | Ferrari           | G          | 63   | +1 giro      | 11              |       |
| 13  | 23 | Jan Magnussen         | Stewart-Ford      | B          | 63   | +1 giro      | 22              |       |
| 14  | 17 | Gianni Morbidelli     | Sauber-Petronas   | G          | 62   | +2 giri      | 13              |       |
| 15  | 14 | Jarno Trulli          | Minardi-Hart      | B          | 62   | +2 giri      | 18              |       |
| Rit | 2  | Pedro Diniz           | Arrows-Yamaha     | B          | 53   | Motore       | 17              |       |
| Rit | 11 | Ralf Schumacher       | Jordan-Peugeot    | G          | 50   | Motore       | 9               |       |
| Rit | 22 | Rubens Barrichello    | Stewart-Ford      | B          | 37   | Motore       | 21              |       |
| Rit | 19 | Mika Salo             | Tyrrell-Ford      | G          | 35   | Foratura     | 14              |       |
| Rit | 15 | Shinji Nakano         | Prost-Mugen-Honda | B          | 34   | Cambio       | 16              |       |
| Rit | 1  | Damon Hill            | Arrows-Yamaha     | B          | 17   | Motore       | 15              |       |
| Rit | 20 | Ukyo Katayama         | Minardi-Hart      | B          | 11   | Cambio       | 20              |       |

## Classifiche

### Piloti
| Pos. | Pilota                | Punti |
| ---- | --------------------- | ----- |
| 1    | Jacques Villeneuve    | 30    |
| 2    | Michael Schumacher    | 27    |
| 3    | Olivier Panis         | 15    |
| 4    | Eddie Irvine          | 14    |
| 5    | David Coulthard       | 11    |
| 6    | Heinz Harald Frentzen | 10    |
| 6    | Gerhard Berger        | 10    |
| 6    | Mika Häkkinen         | 10    |
| 9    | Jean Alesi            | 7     |
| 9    | Rubens Barrichello    | 6     |
| 11   | Johnny Herbert        | 5     |
| 12   | Ralf Schumacher       | 4     |
| 12   | Giancarlo Fisichella  | 4     |
| 14   | Mika Salo             | 2     |
| 15   | Nicola Larini         | 1     |

### Costruttori
| Pos. | Team              | Punti |
| ---- | ----------------- | ----- |
| 1    | Scuderia Ferrari  | 41    |
| 2    | Williams-Renault  | 40    |
| 3    | McLaren-Mercedes  | 21    |
| 4    | Benetton-Renault  | 17    |
| 5    | Prost-Mugen-Honda | 15    |
| 6    | Jordan-Peugeot    | 8     |
| 7    | Sauber-Petronas   | 6     |
| 8    | Tyrrell-Ford      | 2     |